# Lee Young-jin (futbolista nacido en 1963)
Lee Young-jin (en coreano: 이영진; nacido el 27 de octubre de 1963 en Seúl) es un exfutbolista y actual entrenador surcoreano. Jugaba de centrocampista y su último club fue el Anyang LG Cheetahs de Corea del Sur. Actualmente no dirige a ningún equipo tras ser asistente técnico de Park Hang-seo, entrenador tanto de la Selección de fútbol sub-23 de Vietnam como de la Selección absoluta.
Lee desarrolló la mayor parte de su carrera en el FC Seoul, en esos años llamado: Lucky-Goldstar Hwangso, LG Cheetahs y luego Anyang LG Cheetahs. Fue internacional absoluto por la selección de Corea del Sur y jugó las Copas Mundiales de Italia 1990 y Estados Unidos 1994.
El 22 de diciembre de 2009 fue nombrado entrenador del Daegu FC.

## Selección nacional
Debutó internacionalmente con la selección de Corea del Sur el 23 de mayo de 1989 contra Singapur para la clasificación de AFC para la Copa Mundial de Fútbol de 1990.

#### Participaciones en fases finales
| Torneo                         | Sede           | Resultado     | Partidos | Goles |
| ------------------------------ | -------------- | ------------- | -------- | ----- |
| Copa Mundial de Fútbol de 1990 | Italia         | Primera fase  | 1        | 0     |
| Juegos Asiáticos de 1990       | Pekín          | Tercer puesto | —        | —     |
| Copa Mundial de Fútbol de 1994 | Estados Unidos | Primera fase  | 3        | 0     |
| Juegos Asiáticos de 1994       | Hiroshima      | Cuarto puesto | —        | —     |

## Clubes

### Como jugador
| Club                        | País          | Año       |
| --------------------------- | ------------- | --------- |
| Lucky-Goldstar Hwangso      | Corea del Sur | 1986-1995 |
| Sangju Sangmu FC (préstamo) | Corea del Sur | 1990      |
| Oita Trinita                | Japón         | 1996      |
| Anyang LG Cheetahs          | Corea del Sur | 1997      |

### Como entrenador
| Club                                    | País          | Año           |
| --------------------------------------- | ------------- | ------------- |
| Anyang LG Cheetahs (jugador-entrenador) | Corea del Sur | 1997          |
| FC Seoul (Entrenador)                   | Corea del Sur | 1998-2004     |
| FC Seoul (Asistente)                    | Corea del Sur | 2005          |
| FC Seoul (Asistente)                    | Corea del Sur | 2007-2009     |
| Daegu FC                                | Corea del Sur | 2010-2011     |
| Universidad de Cheongju                 | Corea del Sur | 2013-2014     |
| Daegu FC                                | Corea del Sur | 2015-2016     |
| Vietnam y Vietnam sub-23                | Vietnam       | 2017-2019     |
| Selección de fútbol sub-23 de Vietnam   | Vietnam       | 2019-presente |

## Palmarés

### Títulos nacionales
| Título   | Club                   | País          | Año  |
| -------- | ---------------------- | ------------- | ---- |
| K-League | Lucky-Goldstar Hwangso | Corea del Sur | 1990 |

### Distinciones individuales
| Distinción                | Año  |
| ------------------------- | ---- |
| Once ideal de la K League | 1991 |